# Centre scientifique de Petnica

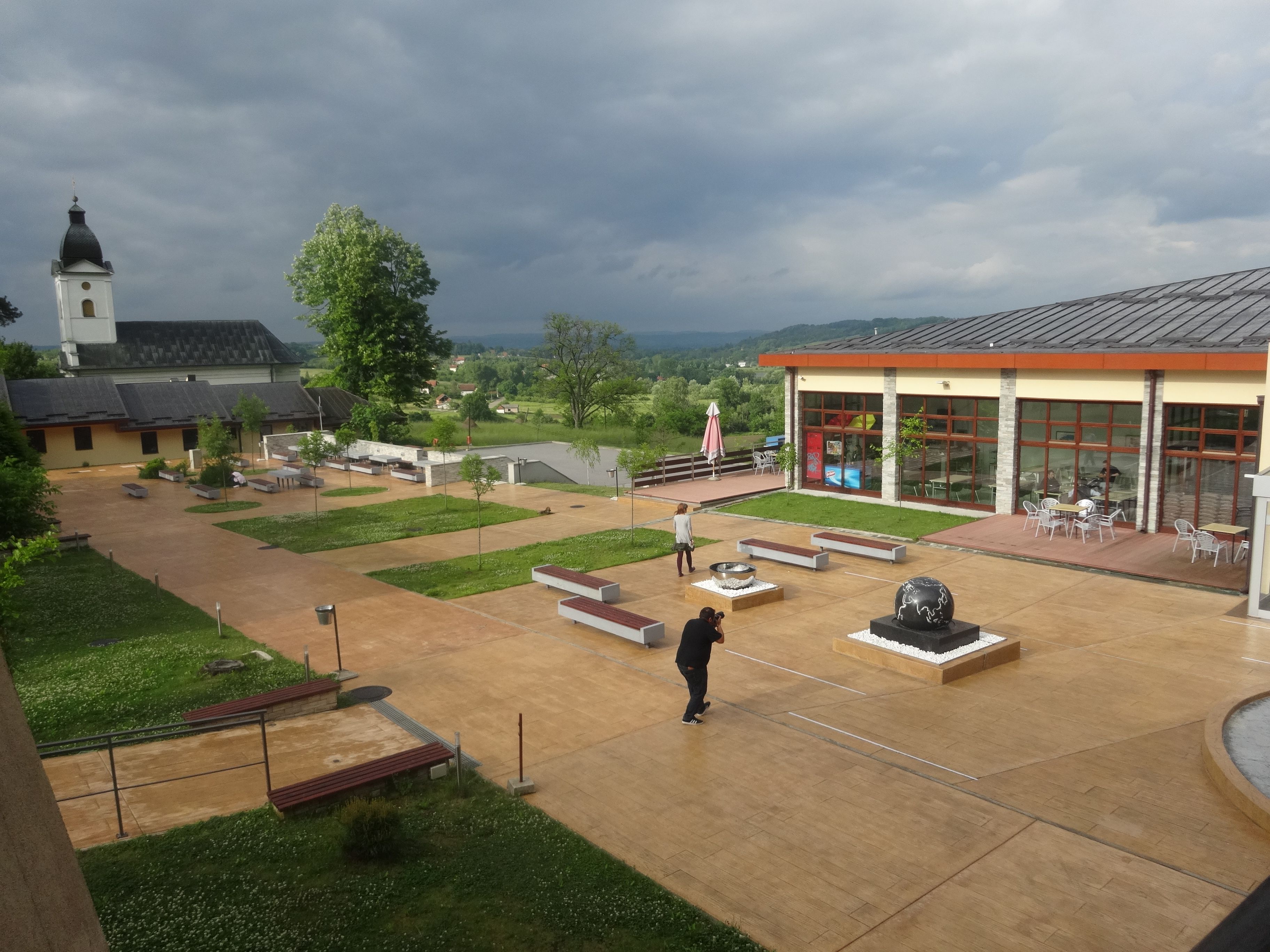
Vue du centre

Le centre scientifique de Petnica ou Petnica Science Center  (PSC) (Serbe, Cyrillique : « Истраживачка станица Петница » ; Serbe, Latin : « Istraživačka stanica Petnica ») est une organisation indépendante à but non lucratif, située près de Valjevo (Serbie), visant à l'éducation scientifique hors du circuit scolaire, de façon formelle ou non. PSC a organisé plus de 3000 programmes (séminaires, ateliers, camps de recherche, conférences...) depuis son ouverture, ce pour près de 50 000 étudiants et enseignants de 15 disciplines des sciences, de la technologie et des sciences humaines, avec plus de 7 000 conférenciers,.

## Histoire
Le centre scientifique de Petnica a été fondé en 1982 comme centre scientifique yougoslave pour les très bons élèves de l'école primaire et du lycée, afin de proposer des activités parascolaires, encadrées par des professeurs d'université, des chercheurs d'instituts (principalement) serbes, des assistants chercheurs ainsi que des doctorants voire des post-doctorants. Le PSC déclare sur son site être « le plus grand et, probablement, le plus ancien (de ce genre de centre) d'Europe du Sud-Est »
En 2010, la reconstruction des infrastructures de Petnica a commencé. Les travaux suivants ont été entrepris :
- Établissement d'hébergement - construction d'un nouveau bâtiment sur les fondations déjà existantes
- Laboratoire - nouvelle construction sur le site d'un ancien laboratoire qui s'était effondré
- Centre d'enseignement - reconstruction
- Restaurant avec galerie - construction d'un nouveau bâtiment et transformation des espaces déjà existants en galerie
- Bibliothèque - reconstruction

## Objectifs
La majorité des programmes proposés sont conçus pour des lycéens bien qu'il y ait de nombreux programmes destinés aux élèves de primaire. Il y a des activités et des séminaires spécialement destinés aux universitaires et aux enseignants.
Le centre possède une ouverture à l'international, les participants ne viennent pas seulement des pays de l'ancienne Yougoslavie mais également d'autres pays européens. La plupart des cours sont donnés en serbe, bien connu des anciens Yougoslaves. Les camps internationaux et les conférences sont en anglais ou, plus rarement, en russe.

## Petnica International
Petnica International (PI) est un des programmes du centre tenu en anglais. Le PI est organisé une fois par an pour des participants internationaux. Des étudiants de 17 à 21 ans réalisent un réel projet scientifique dans une des 15 disciplines (mathématiques, physique, astronomie, électronique, informatique et robotique, biologie, médecine biomoléculaire, chimie, géologie, géographie, archéologie, histoire, linguistique, sociologie et psychologie). Le PI se déroule en juillet et août chaque année et dure 15 jours.
Le professeur Ivan Aničin, de la faculté de physique à l'université de Belgrade et de l'institut de physique de Belgrade, est président du Comité scientifique des conférences scientifiques internationales pour la jeunesse, « Un pas dans la Science », organisée par le centre scientifique de Petnica, et un grand contributeur et patron du centre,,,.
Le centre scientifique de Petnica est situé dans le village de Petnica, près de Valjevo (Ouest de la Serbie). Il possède l'intégralité des équipements permettant l'accueil des participants avec un dortoir de 100 places et un restaurant ; il dispose également de nombreux laboratoires, salles de classe, une grande bibliothèque aux supports divers ainsi qu'un centre de ressources pour l'enseignement très étudié.
Étudiants et professeurs, ainsi que les participants aux programmes du centre, ont accès à la riche bibliothèque comptant plus 40 000 livres et journaux, à la base de données informatique avec des milliers de journaux et de livres électroniques et au Centre de ressources pour l'enseignement avec des méthodes d’entraînement spécifiques.
Le centre a 35 ordinateurs dispersés à travers le complexe, accessibles à toute heure, des laboratoires et des ateliers professionnels aux fonctionnalités différentes. Le PSC est membre du Réseau de la recherche nationale et de l'éducation - Réseau Internet académique national (AMRES) et est connecté par la fibre optique à sa grille de 10Gbits/s et internet. Le PSC possède différents types d'équipements pour l'enseignement et la recherche. Ils sont utilisés pour les projets individuels des étudiants et pour les activités de recherche.